# Neostethus thessa
Neostethus thessa is een  straalvinnige vissensoort uit de familie van dwergaarvissen (Phallostethidae). De wetenschappelijke naam van de soort is voor het eerst geldig gepubliceerd in 1937 door Aurich.
De soort staat op de Rode Lijst van de IUCN als Bedreigd, beoordelingsjaar 2021.